# Олімпієв Ілля Якович
Ілля Якович Олімпієв (* 6 січня 1896, Новгород Росія — † 1955,Курськ Росія) — радянський медичний діяч

## Біографічні відомості
Ілля Якович Олімпієв народився 6 січня 1896 в Новгороді, в сім'ї службовця. Після закінчення медичного факультету Воронезького університету в 1920 служив у Червоній Армії військовим лікарем.
 
1921 — переїжджає на Донбас. Тут він протягом не дуже довгого часу займає посаду лікаря Юзівського металургійного заводу, а потім стає завідувачем Новотроїцької сільської амбулаторією. Пропрацювавши на цій посаді з 1921 по 1923, молодий лікар повертається до Юзівки, де обирається на посаду голови Юзівського окружного комітету профспілок «Медсантруд» (1923–1924гг.).
1924 — І. Я. Олімпієв стає завідувачем підвідділом робочої медицини Юзівського, а потім Сталінського окружного відділу охорони здоров'я. З 1925 по 1932 р він очолює Сталінський окружний, а пізніше, з 1932 по 1937 р — Донецький обласний відділ охорони здоров'я.
 
1930 — стає першим директором Сталінського медичного інституту.
З 1937 по 1941 — директор Сталінської обласної рентгенівської станції.
1941–1943 — підполковник медичної служби, начальником військово-санітарного поїзда,
1943–1953 — завідувач Курським Облздороввідділом.
 
Помер Ілля Якович в 1955 р.

## Нагороди
- орден Леніна
- орден Трудового Червоного Прапора
- орден Червоної Зірки
- орден «Знак Пошани»

## Пам'ять
Його ім'ям названа вулиця в м. Донецьк.